# Us3
Us3 — британская музыкальная группа, основанная в Лондоне в 1992 году.
Музыкальный сайт AllMusic определяет стиль группы как «джаз-рэп», гибрид джаза и хип-хопа.
Название коллектива было навеяно одной из спродюсированных Альфредом Лайоном записей Хораса Парлана.
Работы группы, среди прочего, примечательны тем, что ей был открыт для семплирования джазовый каталог лейбла Blue Note. Среди гибридных джазово-хипхоповых песен, которые они создали, брав семплы оттуда, их самый известный хит — «Cantaloop»», который в 1993 году добрался по 9 места американского чарта  (Billboard Hot 100) и потом стал 41-й самой популярной песней в США в 1994 году (согласно итоговому годовому чарту журнала «Билборд»).

## Дискография
См. «Us3 § Discography» в английском разделе.
- Hand on the Torch (1993)
- Broadway & 52nd (1997)
- An Ordinary Day in an Unusual Place (2001)
- Questions (2004)
- Schizophonic (2006)
- Say What!? (2007)
- Stop. Think. Run. (2009)
- Lie, Cheat & Steal (2011)
- The Third Way (2013)